# Żabbar
Żabbar, o Città Hompesch, és un municipi del sud de Malta. Té una població de 14.671 habitants i una superfície de 5,3 km². Està situat a la costa nord, a l'est de la capital. El Gran Mestre Ferdinand von Hompesch zu Bolheim va elevar la població a ciutat i d'aquí que la població tingui com a sobrenom el d'ell.

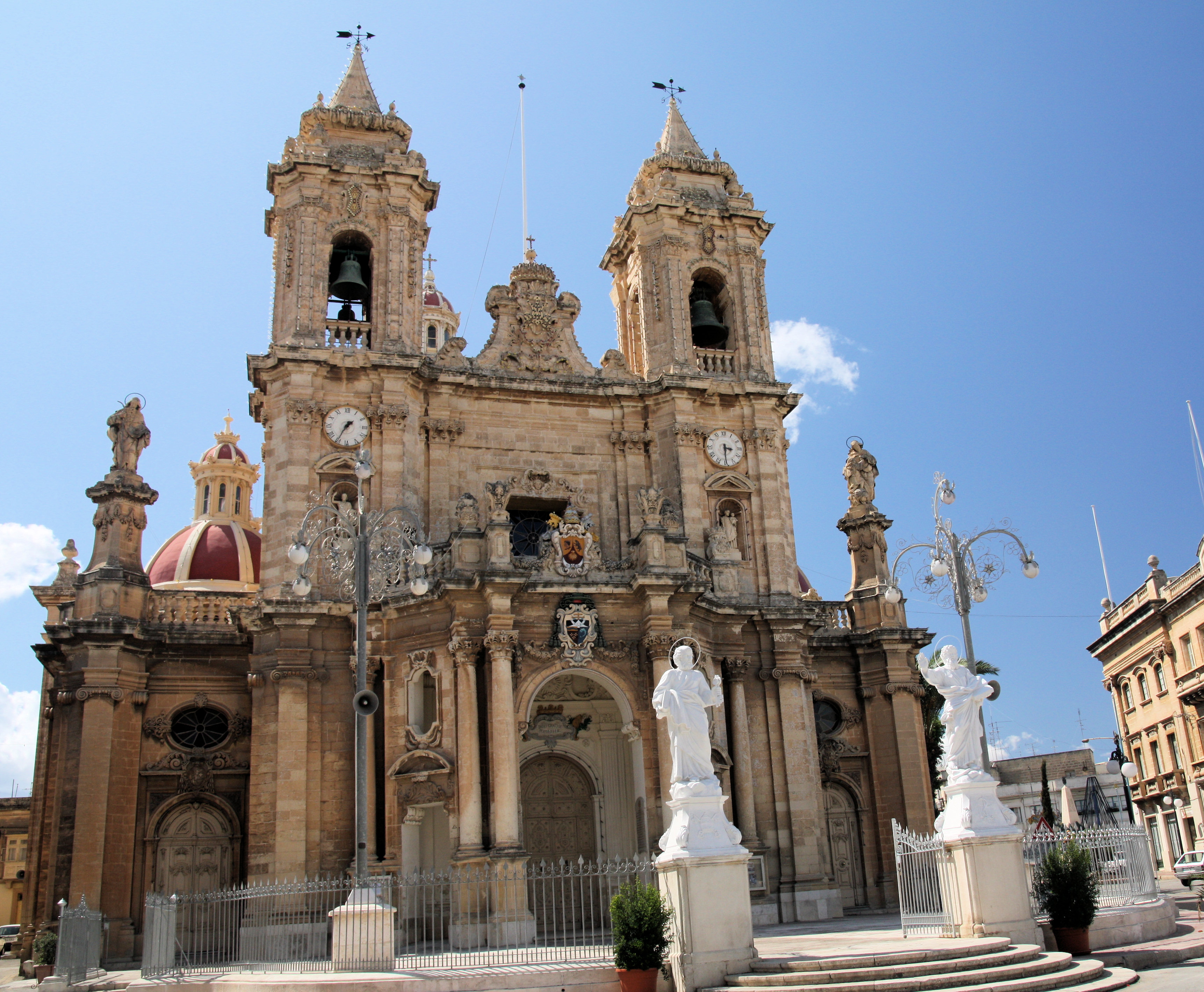
Santuari de Żabbar